# Stan Rice
Pour les articles homonymes, voir Rice.
Stan Rice (7 novembre 1942 - 9 décembre 2002) était un poète et artiste des États-Unis. 
Il épousa en 1961 Howard Allen O'Brien (Anne Rice), avec laquelle il eut deux enfants : Michele (1966-1972) et Christopher Rice, qui devint lui aussi écrivain. 
La mort de leucémie de leur fille Michele incita Stan Rice à publier ses œuvres. Son premier livre de poèmes, Some Lamb (Un peu d'agneau, 1975), est inspiré par cette tragédie.
Stan Rice encouragea son épouse à abandonner ses jobs de serveuse, cuisinière et ouvreuse de théâtre pour se consacrer à plein temps à l'écriture. Il écrivit pour elle les poèmes introduisant les chapitres de Queen of the Damned (La Reine des damnés, 1988).
Jusqu'en 1989, il fut professeur d'anglais et d'écriture créative à l'Université d'État de San Francisco et propriétaire de la Galerie Stan Rice à La Nouvelle-Orléans (Louisiane).
Il mourut d'un cancer cérébral et est enterré au Metairie Cemetery de La Nouvelle-Orléans.

## Livres de poèmes
- False Prophet (2003, posthume)
- Red to the Rind (2002)
- The Radiance of Pigs (1999)
- Fear Itself (1997)
- Singing Yet : New and Selected Poems (1992)
- Body of Work (1983)
- Whiteboy (1976, prix Edgar Allan Poe)
- Some Lamb (1975)

## Autres livres
- Paintings (1997)